# Kiekko-Vantaa
Kiekko-Vantaa (w skrócie K-Vantaa bądź KiVa) – fiński klub hokejowy z siedzibą w Vantaa.

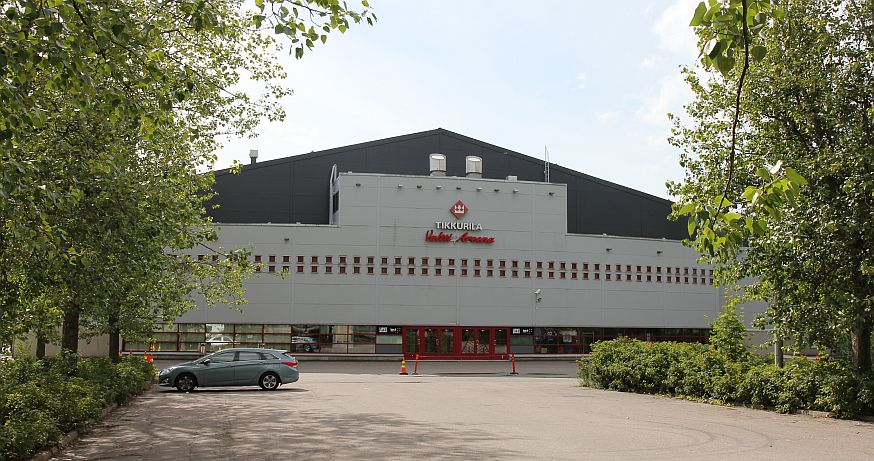
Lodowisko klubu

## Dotychczasowe nazwy
- Vantaan Kiekko (1974–1994)
- Vantaa HT (1988–1994)
- Kiekko-Vantaa (1994–)

Zespół został drużyną farmerską dla klubów Blues w narodowych rozgrywkach Liiga oraz dla Jokeritu w rosyjskich rozgrywkach KHL.

## Sukcesy
- Srebrny medal Suomi-sarja: 2000
- Srebrny medal Mestis: 2003, 2017

## Zawodnicy
Zastrzeżone numery
- 7 Jukka Hakkarainen
- 10 Petri Pitkäjärvi